# Cim (Mostar)
Pour les articles homonymes, voir CIM.
Cim (en cyrillique : Цим) est une localité de Bosnie-Herzégovine. Elle est située sur le territoire de la ville de Mostar, dans le canton d'Herzégovine-Neretva et dans la fédération de Bosnie-et-Herzégovine. Selon les premiers résultats du recensement bosnien de 2013, elle compte 3 120 habitants.

## Histoire
Sur le territoire de la localité se trouve le site archéologique de la basilique de Cim, qui remonte à l'Antiquité tardive ; il est inscrit sur la liste des monuments nationaux de Bosnie-Herzégovine.

## Démographie

### Évolution historique de la population
| 1948 | 1953 | 1961  | 1971  | 1981  | 1991  | 2013  |
| ---- | ---- | ----- | ----- | ----- | ----- | ----- |
| -    | -    | 1 066 | 1 684 | 2 455 | 3 168 | 3 120 |

|  |